# Eddy Elsdijk
Eddy Elsdijk (Rotterdam, 1943 - Rotterdam, 8 november 2018) was een Rotterdamse dichter, en mede-oprichter van de poëziewinkel "Woutertje Pieterse in Poëzie" in de Mauritsstraat, Rotterdam.
In 1974 richtte hij met de dichters Leyn Leijnse en Rien Vroegindeweij en de poëziewinkel "Woutertje Pieterse in Poëzie" op. In 1986 publiceerde hij een boek met een historische stadswandeling door zijn moederstad. In 1991 werkte hij zijn ervaringen over deze onderneming uit in het boek Drie dichters in zaken. Met enige regelmaat publiceerde hij zijn verhalen en gedichten elders, zoals in de Volkskrant in 2011.
Elsdijk was levenspartner van de Rotterdamse travo-artiest Misty, een pseudoniem van Nico van Geerenstein.

## Publicaties, een selectie
- Rotterdam Doorlopend, literair-historische wandelingen door de Maasstad, 1995.
- Drie dichters in zaken,uitg. Ad Donker, 1991.
- Nadagen : nagelaten gedichten en een keuze uit ander werk, Met Leyn Leynse, Uitgeverij Douane, 2012.
- Blauwdruk : 33 gedichten. Uitgeverij Bij Gelegenheid, 2018.